# 萬卡桑科斯
萬卡桑科斯（西班牙語：Huanca Sancos），是秘魯的城鎮，位於該國中南部阿亞庫喬大區，是萬卡桑科斯省的首府，海拔高度3,408米，2005年人口913，居民主要使用奇楚瓦語和西班牙語。
13°46′S 74°19′W / 13.767°S 74.317°W